# Horst Staps
Horst Staps (* 5. Dezember 1939 in Albersdorf) war ein deutscher Radrennfahrer und nationaler Meister im Radsport.

## Sportliche Laufbahn
Staps war Bahnradsportler. Zum Radsport kam er mit 18 Jahren, er wurde Mitglied in der „SG Dynamo Gera“. Er wurde 1963 DDR-Meister in der Einerverfolgung über 4000 Meter. Im Finale schlug er Rudolf Franz. 1961 und 1964 wurde er jeweils Dritter der Meisterschaft. 1965 wurde er Vize-Meister hinter dem Straßenfahrer Klaus Ampler.
Er startete für den SC Dynamo Berlin.